# Mechanical Animals
《Mechanical Animals》는 미국의 록 밴드 마릴린 맨슨의 세 번째 정규앨범이다.

## 정보
전작인 《Antichrist Superstar》와 차기작인 《Holy Wood (In the Shadow of the Valley of Death)》까지 3부작으로 구성되어 있으며, 과거 영국의 아티스트 데이비드 보위가 '지기 스타더스트(Ziggy Stardust)'를 연기했던 것처럼 마릴린 맨슨은 '글램 로커'와 성별이 불분명한 외계인 '오메가(Omēga)'라는 두 가지 역할을 맡는 컨셉을 만들어냈다. 수록곡 중 〈The Dope Show〉, 〈Rock Is Dead〉, 〈I Don't Like the Drugs (But the Drugs Like Me)〉, 〈Coma White〉는 싱글로 발매되었고, 뮤직비디오도 제작되었다.
오스트레일리아와 대한민국에서 발매된 앨범에 포함된 DVD에는 〈The Beautiful People〉, 〈The Dope Show〉, 〈Sweet Dreams〉의 뮤직비디오가 포함되어 있으며, 히든 트랙은 컴퓨터에서만 재생이 된다.

## 수록곡
전체 작사: 마릴린 맨슨
| #            | 제목                                               | 작곡                                       | 재생 시간 |
| ------------ | -------------------------------------------------- | ------------------------------------------ | --------- |
| 1.           | 〈Great Big White World〉                          | 트위기 라미레즈, 마돈나 웨인 게이시, 짐 점 | 5:01      |
| 2.           | 〈The Dope Show〉                                  | 라미레즈                                   | 3:46      |
| 3.           | 〈Mechanical Animals〉                             | 라미레즈, 짐 점                            | 4:33      |
| 4.           | 〈Rock Is Dead〉                                   | 라미레즈, 게이시                           | 3:09      |
| 5.           | 〈Disassociative〉                                 | 라미레즈, 게이시, 짐 점                    | 4:50      |
| 6.           | 〈The Speed of Pain〉                              | 라미레즈, 게이시, 짐 점                    | 5:30      |
| 7.           | 〈Posthuman〉                                      | 라미레즈, 게이시                           | 4:17      |
| 8.           | 〈I Want to Disappear〉                            | 라미레즈                                   | 2:56      |
| 9.           | 〈I Don't Like the Drugs (But the Drugs Like Me)〉 | 라미레즈, 짐 점                            | 5:03      |
| 10.          | 〈New Model No. 15〉                               | 라미레즈, 맨슨                             | 3:40      |
| 11.          | 〈User Friendly〉                                  | 라미레즈, 게이시, 짐 점                    | 4:17      |
| 12.          | 〈Fundamentally Loathsome〉                        | 게이시, 짐 점                              | 4:49      |
| 13.          | 〈The Last Day on Earth〉                          | 라미레즈, 게이시, 맨슨                     | 5:02      |
| 14.          | 〈Coma White〉                                     | 라미레즈, 게이시, 짐 점                    | 5:38      |
| 15.          | 〈제목 없음〉 (히든트랙)                           | 게이시                                     | 1:22      |
| 총 재생 시간 | 총 재생 시간                                       | 총 재생 시간                               | 62:30     |

## 참여
이 목록은 해당 앨범의 부클릿에서 발췌하였다.
| 마릴린 맨슨 - 마릴린 맨슨 - 프로듀서, 리드 보컬, 백 보컬(2, 11), syncussion(2), 전자 드럼(2), 보코더(6, 13), arp 신시사이저(6), 리드 기타(13), 피아노(14), 사진(부클릿 중 존 5/coma white 부분) - 마돈나 웨인 게이시 - 건반 악기, 루프, 피아노(2, 3, 12), shaker(6), 멜로트론(6, 14), 전자 타악기(7), 샘플링(8), 신스 베이스(13) - 트위기 라미레스 - 베이스 기타, 리듬 기타(1~5, 7~9, 14), 어쿠스틱 기타(1, 3, 6, 13), 리드 기타(2, 4, 8, 13, 14), 신스 베이스(11) - 짐 점 - 리드 기타(1, 3, 5~7, 9, 12, 14), 리듬 기타(3, 12), 신스 기타(6), 어쿠스틱 기타(14) - 진저 피쉬 - 드럼, 전자 드럼(5) - 존 5(이후에 합류) - Mechanical Animals 투어 기타리스트 참여 음악인 - John West - 백 보컬(6, 9) - Lynn Davis - 백 보컬(6, 9) - Nikki harris - 백 보컬(6, 9) - Alexandra Brown - 백 보컬(6, 9) - Michael Beinhorn - arp 신시사이저(6) - 로즈 맥고완 - 백 보컬(7) - Danny Saber - clavinet/현악/프로그래밍(9) - 데이브 나바로 - 기타(9) - Kobi Tai, Dyanna Lauren - 백 보컬(11) | 스탭 - Tony Ciulla - 매니지먼트 - Barry Goldberg - 기술 - Sean Beavan - 기술, 프로그래밍, 디지털 에디트 - Michael Parnin, Charity Lomax(Westlake) - 녹음 - Rob Brill, Wes Seidman(Conway Studios) - 녹음 - Fan Fairchild, Gordon Fordyle(Record Plant) - 녹음 - Tom Lord-Alge - 믹싱 - Ted Jensen(sterling sound) - 마스터링 - Devra Kinery, Angela Garcia - 메이크 업 - Alex Dizon, Jay - 헤어 - Jason Farrer - 금색 의상 - Joseph f.cultice - 사진 |